# Britain's Next Top Model (mùa 10)
Britain's Next Top Model, Mùa thi 10 là chương trình thứ mười của loạt chương trình truyền hình thực tế đào tạo người mẫu Britain's Next Top Model. Sau 3 năm vắng bóng, chương trình đã quay trở lại vào ngày 14 tháng 1 năm 2016 và được trình chiếu trên kênh Lifetime với host mới là Abbey Clancy. 
Mùa 10 được 1 dàn giám khảo mới: host Elle Macpherson được thay thế bởi siêu mẫu và á quân của mùa 2 Abbey Clancy cùng với: người mẫu nam Paul Sculfor, nhiếp ảnh gia Nicky Johnston và nhà báo thời trang Hilary Alexander. Clancy là người thứ 2 của Top Model trở thành host của một chương trình Top Model sau Lena Gercke là host của Austria's Next Topmodel vào 2009.
Điểm đến quốc tế được chọn ghi hình là Zagreb cho top 9 và Ocho Rios dành cho top 5.
Người chiến thắng có cơ hội sở hữu:
- Một hợp đồng với công ty quản lý người mẫu Models 1
- Xuất hiện trên trang biên tập cho tạp chí Cosmopolitan
- Chiến dịch quảng cáo thương hiệu mỹ phẩm Sleek cùng với 1 năm sử dụng sản phẩm
- Chiến dịch quảng cáo cho Head & Shoulders
- Được xuất hiện trên sàn diễn thời trang The Clothes Show
- 1 chuyến đi tới Barbados được tài trợ bởi khu nghỉ dưỡng Sandal

Kết quả, Chloe Keenan, cô gái 22 tuổi đến từ Birmingham đã chiến thắng chương trình.

## Các thí sinh
(Tuổi tính từ ngày dự thi)
| Thí sinh        | Tuổi | Chiều cao              | Quê quán         | Bị loại ở | Hạng               |
| --------------- | ---- | ---------------------- | ---------------- | --------- | ------------------ |
| Jasmine Hodge   | 18   | 1,78 m (5 ft 10 in)    | Hampshire        | Tập 2     | 12                 |
| Amreen Akhtar   | 22   | 1,78 m (5 ft 10 in)    | Yorkshire        | Tập 3     | 11 (dừng cuộc thi) |
| Alex Needham    | 22   | 1,75 m (5 ft 9 in)     | Sheffield        | Tập 4     | 10                 |
| Jenna McMahon   | 19   | 1,73 m (5 ft 8 in)     | Liverpool        | Tập 5     | 9                  |
| Megan Brunell   | 21   | 1,75 m (5 ft 9 in)     | Blackwood, Wales | Tập 6     | 8-7                |
| Georgia Butler  | 19   | 1,75 m (5 ft 9 in)     | Norwich          | Tập 6     | 8-7                |
| Billie Downes   | 21   | 1,78 m (5 ft 10 in)    | Luân Đôn         | Tập 7     | 6                  |
| Lexi Kelly      | 19   | 1,75 m (5 ft 9 in)     | Walsall          | Tập 8     | 5                  |
| Bethan Sowerby  | 19   | 1,74 m (5 ft 8+1⁄2 in) | Oldham           | Tập 9     | 4                  |
| Jessica Workman | 20   | 1,83 m (6 ft 0 in)     | Chester          | Tập 10    | 3-2                |
| Angel Cole      | 19   | 1,75 m (5 ft 9 in)     | Luân Đôn         | Tập 10    | 3-2                |
| Chloe Keenan    | 22   | 1,80 m (5 ft 11 in)    | Birmingham       | Tập 10    | 1                  |

## Thứ tự gọi tên
| Thứ tự | Tập     | Tập         | Tập           | Tập           | Tập        | Tập           | Tập     | Tập     | Tập     | Tập           |
| Thứ tự | 1       | 2           | 3             | 4             | 5          | 6             | 7       | 8       | 9       | 10            |
| ------ | ------- | ----------- | ------------- | ------------- | ---------- | ------------- | ------- | ------- | ------- | ------------- |
| 1      | Jenna   | Bethan      | Angel         | Georgia       | Billie     | Lexi Angel    | Chloe   | Chloe   | Jessica | Chloe         |
| 2      | Angel   | Jessica     | Megan         | Lexi          | Bethan     | Lexi Angel    | Angel   | Angel   | Chloe   | Angel Jessica |
| 3      | Jessica | Megan       | Chloe         | Angel         | Jessica    | Jessica       | Lexi    | Jessica | Angel   | Angel Jessica |
| 4      | Chloe   | Jenna       | Bethan        | Jenna         | Angel      | Chloe         | Jessica | Bethan  | Bethan  |               |
| 5      | Bethan  | Lexi        | Jessica       | Bethan        | Megan      | Billie        | Bethan  | Lexi    |         |               |
| 6      | Billie  | Angel       | Lexi          | Chloe         | Georgia    | Bethan        | Billie  |         |         |               |
| 7      | Jasmine | Amreen      | Alex          | Billie        | Chloe Lexi | Georgia Megan |         |         |         |               |
| 8      | Georgia | Georgia     | Billie        | Jessica Megan | Chloe Lexi | Georgia Megan |         |         |         |               |
| 9      | Megan   | Chloe       | Georgia Jenna | Jessica Megan | Jenna      |               |         |         |         |               |
| 10     | Lexi    | Alex Billie | Georgia Jenna | Alex          |            |               |         |         |         |               |
| 11     | Alex    | Alex Billie | Amreen        |               |            |               |         |         |         |               |
| 12     | Amreen  | Jasmine     |               |               |            |               |         |         |         |               |

     Thí sinh bị loại
     Thí sinh dừng cuộc thi
     Thí sinh chiến thắng cuộc thi
- Trong tập 1, từ 15 thí sinh bán kết đã giảm xuống 12 thí sinh chính.
- Trong tập 3, Amreen đã quyết định dừng khỏi cuộc thi, trong khi ở cuối bảng. Kết quả là không ai bị loại.
- Trong tập 6, Lexi và Angel đã được trao bức ảnh của tuần. Bethan, Georgia & Megan rơi vào cuối bảng và Abbey cứu Bethan và loại Georgia & Megan.

### Buổi chụp hình
- Tập 1: Ảnh mở đầu chương trình (casting)
- Tập 2: Vượt chướng ngại vật cho Reebok
- Tập 3: Tạo dáng ở bãi phế liệu
- Tập 4: Ảnh chân dung trắng đen; Quảng cáo bàn chải và bút làm trắng răng của Colgate
- Tập 5: Tạo dáng ở khu chợ của Zagreb
- Tập 6: Tạo dáng với bộ váy làm từ giấy dán tường của Graham and Brown cho tạp chí WhatWallsWant
- Tập 7: Tạo dáng với người mẫu nam cho Head & Shoulders; Quảng cáo cho kênh QVC
- Tập 8: Khỏa thân trong rừng
- Tập 9: Áo tắm ở thác nước cho sữa tắm Radox
- Tập 10: Cô dâu ở bãi biển

### Diện mạo mới
- Alex: Tóc nối xoăn xù kiểu Rihanna và thêm highlight nâu
- Angel: Cạo hết và nhuộm màu vàng bạch kim
- Bethan: Tẩy trắng tóc và lông mày
- Billie: Thay bộ tóc nối mới kiểu Naomi Campbell
- Chloe: Tóc bob ngắn và xoăn
- Georgia: Tóc tém dài và nhuộm màu vàng bạch kim
- Jenna: Xoăn ở phần dưới và thêm highlight vàng
- Jessica: Tóc xoăn đều màu nâu sáng
- Lexi: Tóc bob dài đều, thêm mái ngố và nhuộm nâu
- Megan: Tóc tém nâu